# Louis Balbach
Louis Balbach (San José (California), Estados Unidos, 23 de mayo de 1896-Portland, 11 de octubre de 1943) fue un clavadista o saltador de trampolín estadounidense especializado en trampolín de 3 metros, donde consiguió ser medallista de bronce olímpico en 1920.

## Carrera deportiva
En los Juegos Olímpicos de 1920 celebrados en Amberes (Bélgica) ganó la medalla de bronce en los saltos desde el trampolín de 3 metros, con una puntuación de 649 puntos, tras sus compatriotas Louis Kuehn (oro con 675 puntos) y Clarence Pinkston.